# Вещественнозначная функция

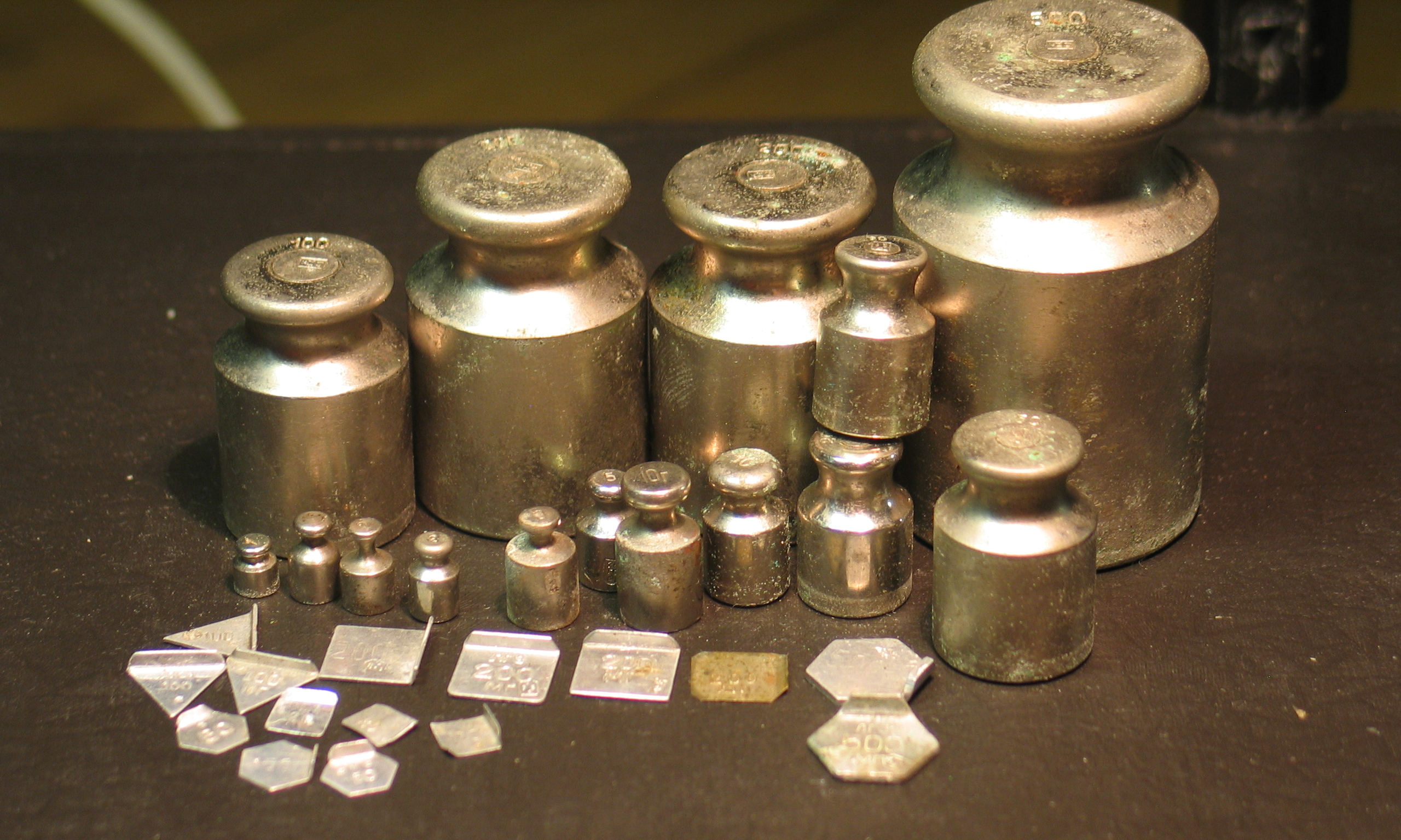
Масса, измеренная в граммах, является функцией от такого набора гирь с положительнымм вещественными числами. Термин «весовая функция», являющийся косвенным указанием на этот пример, используется в чистой и прикладной математике.

Вещественнозначная функция — функция, значениями которой являются вещественные числа.  Другими словами, это функция, которая назначает вещественное число каждому элементу области определения функции.
Вещественнозначные функции вещественной переменной (обычно называемые вещественными функциями) и вещественнозначные функции нескольких вещественных переменных являются основным объектом изучения в математическом анализе и, более конкретно, в теории функций вещественной переменной. В частности, многие функциональные пространства состоят из вещественнозначных функций.

## Алгебраическая структура
Пусть {\displaystyle {\mathcal {F}}(X,{\mathbb {R} })} обозначает множество всех функций, отображающих множество X в вещественные числа {\displaystyle \mathbb {R} }. Поскольку {\displaystyle \mathbb {R} } является полем, {\displaystyle {\mathcal {F}}(X,{\mathbb {R} })} может быть превращено в  векторное пространство с коммутативной алгеброй со следующими операциями:
- {\displaystyle f+g:x\mapsto f(x)+g(x)} — сложение векторов
- {\displaystyle \mathbf {0} :x\mapsto 0} — нулевой элемент
- {\displaystyle cf:x\mapsto cf(x),\quad c\in \mathbb {R} } – скаляр
- {\displaystyle fg:x\mapsto f(x)g(x)} — поточечное умножение.

Эти операции распространяются на частично определённые функции из X в {\displaystyle \mathbb {R} ,} с ограничением, что частично определённые функции {\displaystyle f+g} и {\displaystyle fg} определены только в случае, когда области определения f и g имеют непустое пересечение. В этом случае областью определения этих функций служит пересечение областей определения f и g.
Также, поскольку {\displaystyle \mathbb {R} } является упорядоченным множеством, имеется частичное упорядочение:
{\displaystyle \ f\leqslant g\quad \iff \quad \forall x:f(x)\leqslant g(x)}
в {\displaystyle {\mathcal {F}}(X,{\mathbb {R} })}, что делает {\displaystyle {\mathcal {F}}(X,{\mathbb {R} })} частично упорядоченным кольцом.

## Измеримость
{\displaystyle \sigma }-алгебра борелевских множеств является важной структурой на вещественных числах. Если X имеет {\displaystyle \sigma }-алгебру и функция f такова, что прообраз f −1(B) любого борелевского множества B принадлежит этой {\displaystyle \sigma }-алгебре, то говорят, что функция f измеримая. Измеримые функции образуют также векторное пространство с алгеброй, описанной выше.
Более того, множество (семейство) вещественнозначных функций на X можно, фактически, определить как {\displaystyle \sigma }-алгебру на X как и все прообразы борелевских множеств (или только промежутков, что не столь существенно). Это способ, которым {\displaystyle \sigma }-алгебры появляются в теории вероятностей  (колмоггоровской), где вещественнозначные функции на пространстве элементарных событий Ω являются вещественнозначными случайными величинами.

## Непрерывность
Вещественные числа образуют топологическое пространство и  полное метрическое пространство. Непрерывные вещественнозначные функции (с предположением, что X является топологическим пространством) имеют важное значение в теориях топологических пространств и метрических пространств. Теорема об экстремальных значениях утверждает, что любая вещественная непрерывная функция на компактном пространстве имеет максимум или минимум.
Концепция метрического пространства сама по себе определяется с вещественнозначной функцией от двух переменных, непрерывной метрики. Пространство непрерывных функций на компактном хаусдорховом пространстве имеет особое значение. Пределы последовательностей можно также рассматривать как вещественнозначные непрерывные функции на специальном топологическом пространстве.
Непрерывные функции образуют также векторное пространство с алгеброй, представленной выше, и являются подклассом измеримых функций, поскольку любое топологическое пространство имеет {\displaystyle \sigma }-алгебру, образованную открытыми (или замкнутыми) множествами.

## Гладкость
Вещественные числа используются в качестве кодомена для определения гладких функций. Область определения вещественной гладкой функции может быть: вещественным координатным пространством (что даёт функции нескольких вещественных переменных), топологическим векторным пространством, его открытым подмножеством, или гладким многообразием.
Пространства гладких функций являются также векторными пространствами с алгебрами, описанными выше, и являются подклассами непрерывных функций.

## В теории меры
Мера множества — это неотрицательный вещественнозначный функционал на {\displaystyle \sigma }-алгебре подмножеств. {\displaystyle \mathrm {L} ^{p}} пространства на множествах с мерой определяются из упомянутых выше вещественнозначных измеримых функций, хотя они, на самом деле, являются факторпространствами. Более точно: принимая в внимание, что функция, удовлетворяющая подходящим условиям суммируемости, определяет элемент пространства {\displaystyle \mathrm {L} ^{p}}. В обратном направлении: для любой функции {\displaystyle f\in \mathrm {L} (X)} и точки {\displaystyle x\in X}, не являющейся атомом, значение f(x) не определено. Однако, вещественнозначные {\displaystyle \mathrm {L} ^{p}} пространства по-прежнему имеют некоторые из структур, описанных выше. Каждое из {\displaystyle \mathrm {L} ^{p}} пространств является векторным пространством, имеет частичный порядок и существует поточечное умножение «функций», которое меняет p, а именно:
{\displaystyle \cdot :L^{1/\alpha }\times L^{1/\beta }\to L^{1/(\alpha +\beta )},\quad 0\leqslant \alpha ,\beta \leqslant 1,\quad \alpha +\beta \leqslant 1~.}
Например, поточечное произведение двух L2 функций принадлежит L1.

## Другие приложения
Другие контексты, где используются вещественнозначные функции и их свойства: монотонные функции (на упорядоченных множествах), выпуклые функции (на векторных и аффинных пространствах), гармонические и субгармонические функции (на римановых многообразиях), аналитические функции (обычно от одной и более вещественных переменных), алгебраические функции (на вещественных алгебраических многообразиях) и многочлены (от одной и более переменных).